# Zbór Kościoła Zielonoświątkowego „Kościół na Zaciszu” w Warszawie
Zbór Kościoła Zielonoświątkowego w  Warszawie okręgu centralnego. Zbór powstał w roku 2007, liczy około 50 wyznawców (70 licząc razem z dziećmi).

## O kościele
Kościół na Zaciszu należy do rodziny zborów  Kościoła Zielonoświątkowego w Polsce. Kościół organizuje zajęcia biblijne dla dzieci, pikniki rodzinne, konferencje i grupy domowe. W roku 2010 zorganizowano konferencję dla kobiet, w 2011 konferencję z udziałem autora książki „Sądowa Stolica Chrystusa”.
Pierwszym i obecnym pastorem Kościoła jest wykładowca Wyższej Szkoły Teologiczno-Społecznej (WSTS) prezbiter Jan Troc, wychowanek zboru w Dubiczach Cerkiewnych.

## Historia
Kościół istnieje od 2007 roku. Założony został przy współpracy ze  Stołecznym Zborem Kościoła Zielonoświątkowego w  Warszawie. Od 2009 roku nabożeństwa odbywają się w wielkiej kaplicy WSTS. Przedtem odbywały się w malej kaplicy.
Zbór prowadzi działalność wydawniczą. Wydano książkę Ricka Howarda „Sądowa Stolica Chrystusa” (tytuł oryginału „The Judgment Seat of Christ”).
Od roku 2012 w małej kaplicy seminarium gromadzą się Ukraińcy. Nabożeństwa odbywają się w języku rosyjskim i ukraińskim.